# Gail Neall
Gail Neall, född 2 augusti 1955 i Sydney, är en australisk före detta simmare.
Neall blev olympisk guldmedaljör på 400 meter medley vid sommarspelen 1972 i München.